# Machali, Khanapur
Machali là một làng thuộc tehsil Khanapur, huyện Belgaum, bang Karnataka, Ấn Độ.